# Манастир Светог Пантелејмона у Лепчинцу
Манастир Лепчинце је метох манастира Прохор Пчињски, као одвојено манастирско имање са црквом и под његовом управом. Манастир се налази у селу Лепчинце.

## Положај
Манастир Светог великомученика Пантелејмона налази се на 22 километара југоисточно од Врања, у прекрасној недирнутој природи, у селу Лепчинцу,
на 4,5 километара југозападно од највишег врха планине Мотине (1307 м) на уској заравни Лепчинске чуке. Надморска висина на којој се налази манастир је 820 метара. Земљиште јужно од манастира је стрмо и нагло се спушта ка Лепчинској реци (потоку) који је на око 1,5 километара од манастира. Околина манастира и цео овај крај обрасли су густом мешовитом шумом, листопадном и зимзеленом, тако да добија диван и смирујући доживљај, а манастиру обезбеђује потребну тишину и тајновитост. Од 2000. године је женски манастир. Одлуком Владе Републике Србије од 1.децембра 2005. године манастир је проглашен спомеником културе.

### Пут до манастира
До манастира Светог Пантелејмона у Лепчинцу долази се из:
- Правца Врања, скреће се код села Златокопа, затим поред села Доње Требешиње, Доња Отуља, Преображења, Горње Отуље, кроз Лепчинску клисуру, коју чини Лепчинска река (поток), поред села Копањане стиже се до капије манастира. На целој дужини је пут асфалтиран.
- Из правца Бујановца, иде се магистралним путем Бујановац-Врање, скреће десно испред Врања ка селу Златокоп, а затим истим путем као из правца Врања ка манастиру.

## Историја
У Пчињском поменику, 1843. године наилази се на први писани траг о овом манастиру, када се помиње рукоположење у чин ђакона.
У манастиру "Лепчињце" је од 1903. године било "жариште" српске четничке акције. Ту су српске комите полагале заклетву Слобода или смрт. Близу манастира била је граница са Турском коју су ту илегално прелазиле чете српских комита.
Комитски војвода Петко Илић који је погинуо у борби 19. марта 1912. године, пренет је преко старе српско-турске границе. По његовој последњој жељи саборци су га сахранили у манастиру Лепчинцу. Његови посмртни остаци су 1933. године пренети у село Старо Нагоричане.
Манастирски конак је маја 1944. године, запалила бугарска окупаторска војска. Тада је уништена и манастирска архива и убијен монах Меркурије. Уништена је и четничка (комитска) одаја (кућа); мали музеј о четничкој акцији у Старој Србији и Македонији у периоду 1904—1912. године, у којој је било експоната од велике вредности.

## Манастирски комплекс
Манастирски комплекс чине: манастирска црква, звоник, конаци (монашки и гостињски), амбар-сувенирница, манастирска порта и ограда (зид).
Манастирска црква, посвећена је Светом Пантелејмону, великомученику и исцелитељу. Црква је једнобродна грађевина димензије 14,5 x 6,5 метара и висине 3,25 метара, без кубета са плитком тространом апсидом на источној страни. Покривена је кровом на две воде, а таваница је равна од дрвета.
Црква је зидана од камена из овог краја. Под је од камене плоче. У цркви су и две нише. Мања служи као проскомидија (за припрему литургије), а већа, на јужном зиду као ђаконикон (за читање кратке молитве). Четири прозорска отвора обезбеђују светлост у цркви.
Приликом обнове цркве 1998. године пронађен је тесани надвратник са уписаном годином 1846. То указује да је вероватно те године манастирска црква обновљена. До почетка обнове 1993. године црква је била измалтерисана блатом, а испод малтера пронађени су остаци живописа. До 1924. године црква је била покривена сламом, а тада је покривена фабричким црепом. На западној страни цркве 1924. године дозидана је припрата са шестоуглом куполом-звоником. Кула је порушена 2000. године и црква добија данашњи изглед. Године 1928. са јужне стране цркве дограђен је неугледан анекс.
Иконостас је од дрвета и ручно дуборезан. Изграђен је 2010. године, када је замењен дотадашњи који је дотрајао. Део икона са старог иконостаса пренет је на нови. И остали дрвени намештај у цркви рађен је у дуборезу. Вредно је истаћи да је још 1909. године икону "Тајна вечера" манастиру поклонио Тома Поповић из Лепчинца.
Звоник је јужно од цркве и израђен је од дрвета. До 1924. године црквено звоно је било обешено на столетном храсту поред цркве. Те године је премештено у новосазидану шестоугаону звонару из западну страну цркве. Звонара је срушена 2000. године када је саграђена садашња дрвена звонара.
Манастирски конаци , постоје два: монашки и гостински.
Монашки конак подигнут је 1994. године на месту старог порушеног конака, истих димензија какав је и био. У приземљу конака смештене су монашка и народна трпезарија и радионица за иконопис, каширање и украшавање икона. На спрату су службене просторије и монашке келије. Конак је реконструисан у истом облику какав је био до маја 1944. године када га је у другом светском рату запалила бугарска окупаторска војска. Тада је уништена и манастирска архива и убијен монах Меркурије. Гостински конак је приземна зграда, на северној страни манастира, са 5 соба.
Доласком игумана Пајсија Танасијевића и сестринства 1994. године, приступило се планском и детаљном уређењу манастирске порте (дворишта). Урађене су стазе, посађено разно украсно дрвеће, постављене клупе за одмор. Борак у порти омогућава потпун функционални и естетски доживљај, као и духовну и световну улогу.
Манастир је опасан дугачким каменим зидом. Зид је био делимично очуван, али је и он обновљен и дограђен 1994. године. Реновиране су и три некадашње капије: јужна, источна и северна.
Манастир Светог Пантелејмона у Лепчинцу данас поседује 10 хектара земље. Од тога 1 хектар је шума а остало су оранице и пашњаци. Аграрном реформом из 1946. године манастиру је одузето 44 хектара земље, пашњака и шума, као и воденица у селу Тибужде. Поступак за повраћај одузете имовине је у току. У манастирској порти гаје се пчеле (10 кошница), подигнут је мали воћњак (јабука, крушка), гаји се и винова лоза.

## Писали су о манастиру
Према доступној литератури, прве записе о манастиру Светог Пантелејмона у Лепчинцу дао је Милош С. Милојевић у делу "Наши манастири и калуђерство", Београд, 1881. године. Он пише:
Манастир Св. Пантелејмона у истом округу и под истом духовном управом такође је задужбина из доба Српских деспота.
Митрополит Михаило у књизи "Православна српска црква у Краљевини Србији", Београд, 1895. године, пише: "Манастир Лепчински са црквом Светог великомученика Пантелејмона обновљен 1852 од тврдог је материјала".
Познати Врањанац Риста Т. Николић у делу "Врањска Пчиња у сливу Јужне Мораве", Београд, 1903. године, иако је изврсно познавао врањски крај, манастир је само споменуо, и то да се налази у Лепчинцу, на коси Трештено дрво.
Професор Београдског универзитета, др Владимир Петковић, у грандиозном делу "Преглед црквених споменика кроз повесницу српског народа", Београд, 1950. године, преузео је текст о манастиру Светог Пантелејмона из књиге митрополита Михаила и пише: "Лепчински манастир са црквом Св. Пантелејмона, обновљен 1852. године".
Др Олга Зиројевић, на основу турских извора из 15. и 16. века (Попис хасова каза: Штип, Струмица, Ћустендил и Врање) пише да се манастир Светог Пантелејмона помиње у области Врања.
Др Момчило Златановић, професор Учитељског факултета у Врању такође се бавио историјом овог манастира. Он у чланку "Метоси манастира Прохора Пчињског", "Политика", 21.10.1990. године о манастиру износи низ до тада непознатих чињеница. О постанку манастира пише: "Саграђен је у 19. веку на месту на коме је био стари храм".
Стојадин М. Стојановић, професор врањске гимназије, родом из села Клиновац, општина Бујановац, у књизи "Манастир Свети Прохор Пчињски", Бујановац, 1998. године, писао је и о манастиру Светог Пантелејмона углавном на основу чланка професора др Момчила Златановића. Пише да је манастир саграђен у 19. веку, али додаје "на Црквишту-месту на коме је некада био храм".
Слободан Милеуснић(1947-2005), историчар уметности, управник Музеја Српске православне цркве у "Водичу кроз манастире у Србији" из 1995. године, пише: "О прошлости овог манастира са црквом Светог Пантелејмона мало се зна. Обновљен је 1852. године."
У шематизму Православне епархије врањске за 2000. годину, стоји: "Храм Светог великомученика Пантелејмона (из средњег века, обновљен између 1905-1910)."
Др Мирослав Тимотијевић и др Ненад Макуљевић професори Филозофског факултета у Београду, у књизи "Иконостас Врањске епархије", Београд-Врање, 2005. године, најстудиозније до сада баве се манастиром Светог Пантелејмона. Они су у мају 2002. године са групом студената историје уметности београдског Филозофског факултета извели десетодневну праксу у Врањској епархији. У књизи пишу да се овај манастир спомиње још у Пчињском поменику као метох манастира Светог Прохора Пчињског. Манастирска црква је подигнута за време турске власти, а обновљена је у 19. веку. Црква је обнављана 1846. године, о чему сведочи један камен из претходне грађевине са датумом 8.7.1885. године.

## Манастирска слава
Манастир Светог Пантелејмона у Лепчинцу 9. августа сваке године слави своју славу. То је дан прослављења светитеља великомученика и исцелитеља Пантелејмона коме је манастир посвећен. Тога дана у манастиру се одржава света архијерејска литургија, обавља евентуално замонашење, причешћују верници, литија око манастирске цркве, реже славски колач, приређује трпеза љубави за све присутне и пригодан културно-уметнички програм. После Другог светског рата из године у годину смањивао се број присутних на манастирској слави. Од почетка 21. века расте број присутног народа манастирској слави. Тако је 2011. године манастирској слави присуствовало преко 500 људи. До Другог светског рата на сабор је долазило много људи, тако да се нису могли сместити у манастирској порти, зато су ноћ проводили на брду око манастира, ложећи ватру.
Манастирска слава о Светом Пантелејмону уједно је и слава села Лепчинце. На дан славе приређује се и сабор. Некада је трајао два дана и једну ноћ. Још од 19. века био је надалеко познат сабор у Лепчинцу, поред сабора у манастиру Светог Прохора Пчињског и у Горњем Жапском. Сабори су посебно били значајни за српски народ у турско доба. У порти манастира народ се осећао слободније. Долазио је у манастир да се помоли Богу и нађе духовну утеху. Омладина је играла у колу и упознавала се, виђали су се рођаци и пријатељи, склапали се разни послови. Гости на сабору долазили су из Врањског Поморавља, Пчиње и других крајева.
У време када су сабори трајали два дана и једну ноћ, осмог августа (дан уочи сабора деветог августа), окупљао би се народ из даље и ближе околине. Све заветовани овом манастиру окупљали су се испред манастирске цркве, а свештеник је до пред вече секао колаче. Увече је почињала игранка. Народ који није могао да се смести у манастирској порти, ноћ је проводио на узвишици изнад манастира, ложећи ватру и припремајући храну. На том месту играла су се кола целу ноћ из свирање познатих гајдаша (гајдарџија) из околних села, а посебно из села Коћуре.

## Село Лепчинце
Садашње Лепчинце је младо село настало око 1800. године када су се населила три брата, Јерци из Херцеговине. Смештено је између Марганске, Тетинске и Лепчинске реке (потока). Најстарије махале су: Белчинска, Вучинска и Станојинска. Сеоске куће су на двема косама. Манастир Светог Пантелејмона је на коси Трештено дрво.
Старо село Лепчинце претпоставља се да је у 16. веку лежало на потезу Село, што се помиње и у Пчињском поменику.
По легенди село је име добило тако што је "у селу било много шуме, паше, ливада, а земља је била родна да је берићет села био "леп", надалеко прочујен те је и село прозвано Лепчинце."
Лепчинце је 1890. године имало 448 становника, 1930-543, 1948-430, 1961-368, 1971-267 и 2002. године 125 становника.

## Свети великомученик и исцељитељ Пантелејмон
Рођен је у Никомидији. Изучавао је лекарске науке и лечио народ. Познат је био по томе да је налазио лека и за болести које други лекари нису лечили. Завидни лекари га оптуже као хришћанина и Пантелејмона изведу пред царски суд. Стављен је и на муке, али му се Господ Бог јавио у сну и избавио га из затвора. Након тога, Пантелејмон је осуђен на смрт. Кад је казна требало да се изврши џелат га је мачем ударио по врату, али се мач пребио као да је од воска. Џелат га није посекао док Пантелејмон (свемилостиви) није завршио молитву. Настрадао је 304. године. Свети Пантелејмон призива се у молитвама при водоосвећењу (што је једна од седам светих тајни у црквенобогослужењу) и јелеосвећењу (премазивање болесника посебно припремљеним јелејем-уљем).

## Галерија
- Манастир Св. Пантелејмон на мапи
- Манастир Св. Пантелејмона зими
- Манастирска црква, западна страна
- Манастирска црква, источна страна
- Манастирска црква, северна страна
- Манастирска црква, јужна страна
- Мати Божја, манастирска икона
- Икона Св. Пантелејмона
- Звоник
- Монашки конак
- Гостински конак
- Иконостас